# Sport au Canada
 (février 2014).
 (février 2014).
 (février 2014).

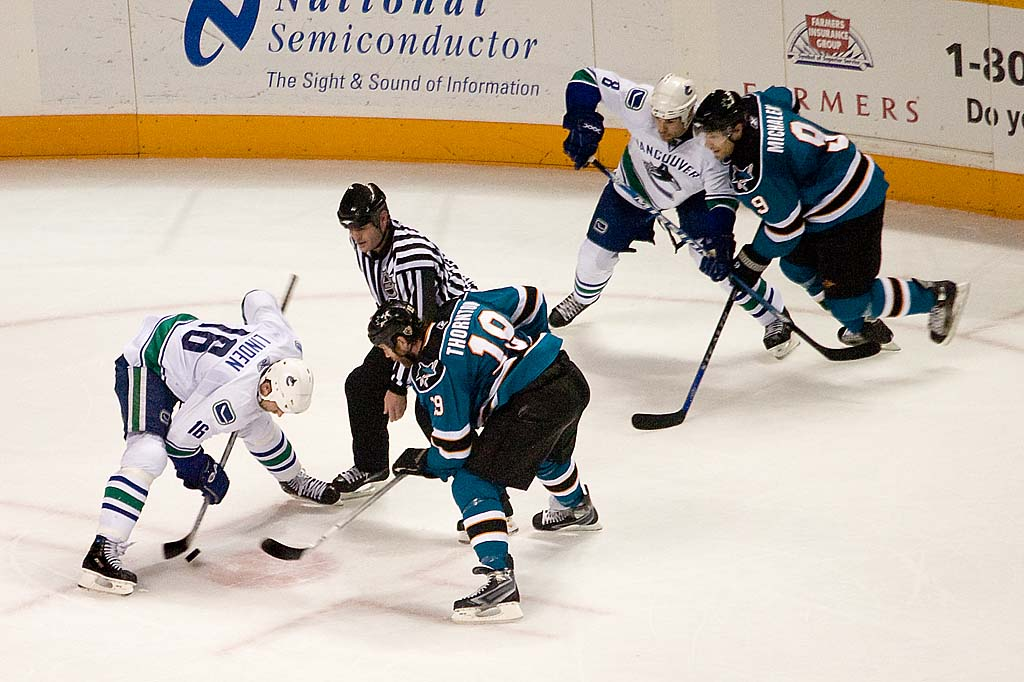
Popularité du hockey sur glace.

La pratique du sport est très répandue au Canada. 
Aux Jeux olympiques d'hiver, le Canada a de bons résultats en hockey sur glace, patinage de vitesse sur courte et longue piste, patinage artistique, ski acrobatique (bosses et sauts), et curling. 
Aux Jeux olympiques d'été, les athlètes canadiens s'illustrent en plongeon, course des 100 m (plus spécialement dans les années 1990), natation synchronisée, aviron et canoë-kayak.
Le soccer devient de plus en plus populaire. Les sports provenant des États-Unis sont les plus répandus : football canadien (similaire au football américain), baseball et basket-ball. 
On retrouve d'ailleurs des franchises canadiennes dans les championnats nationaux américains (MLB, NBA, NHL, Major League Soccer). 
Les règles modernes du curling ont été instaurées au Canada ; c'est le sport le plus regardé à la télévision par les Canadiens après le hockey sur glace. 
Le basket-ball y fut également inventé, en 1891, par un professeur nommé James Naismith.

## Sports populaires

### Hockey sur glace
Depuis 1994, le hockey sur glace est un sport national au Canada.
Le Canada compte sept équipes dans la LNH à savoir, les Canadiens de Montréal, les Maple Leafs de Toronto, les Oilers d'Edmonton, les Canucks de Vancouver, les Sénateurs d'Ottawa, les Flames de Calgary et les Jets de Winnipeg. Plusieurs équipes ont joué dans cette ligue avant de disparaître comme les Nordiques de Québec, les Tigers de Hamilton, les Maroons et les Wanderers de Montréal, les Sénateurs d'Ottawa, les Bulldogs de Québec et les Jets de Winnipeg.
En hockey junior, la ligue la plus importante est la ligue canadienne de hockey.
Elle est divisée en trois sections : la Ligue de hockey junior Maritimes Québec pour le Québec et les Maritimes, la ligue de hockey de l'Ontario regroupe les équipes de l'Ontario et pour finir la ligue de hockey de l'Ouest qui regroupe les Prairies canadiennes et la Colombie-Britannique.
En hockey féminin professionnel, depuis 2023, une ligue professionnelle de hockey féminin a fait son apparition en remplacement de la ligue canadienne de hockey féminin.
Les joueurs de hockey canadiens représentent la majorité des membres du Temple de la renommée du hockey et la sélection canadienne fait partie du groupe élite, autant chez les femmes que chez les hommes.

### Tennis
Chaque mois d'août, un tournoi majeur est organisé en alternance entre Montréal et Toronto : la Coupe Rogers. Les meilleurs joueurs canadiens de tennis actuels sont les jeunes Bianca Andreescu , Félix Auger-Aliassime, Denis Shapovalov en simple.

### Soccer
Le soccer (appellation nord-américaine du football) est pratiqué au Canada, même si le hockey reste plus populaire. Selon le classement du 23 décembre 2021, l'Équipe du Canada de soccer est classée au quarantième rang du classement mondial. L'équipe de soccer féminine est classée au sixième rang mondial en date du 20 août 2021.